# Budaer Burgtunnel
Der Budaer Burgtunnel (auch Burgbergtunnel, ungarisch Budai Váralagút) ist ein Straßentunnel in Budapest. Er unterquert den Burgberg mit dem Burgpalast, schließt an das westliche Ende der Kettenbrücke an und verbindet den Clark Ádám tér mit den westlichen Bezirken in Buda.

## Vorgeschichte
Pläne zur Bohrung eines Tunnels durch den Burgberg wurden bereits im Jahr 1837 von Dániel Novák erstellt, der mit diesem Tunnel aber gleichzeitig die Donau unterqueren wollte. Da dieser Plan wenig Unterstützung fand, arbeitete er ein Jahr später Pläne für die Bohrung eines Tunnels nur durch den Berg aus. Im Jahr 1845 wurde sich István Széchenyi während des Baus der Kettenbrücke bewusst, dass die Anbindung des Verkehrs am Budaer Brückenkopf wegen des Burgbergs schwierig werden würde. Daraufhin gründete er am 1. Dezember des Jahres eine Aktiengesellschaft, die sich mit dem Tunnelbau beschäftigen sollte. Im Jahr 1852 begann Adam Clark, ehemals Bauleiter der Kettenbrücke, mit dem Ausarbeiten der Pläne. Die Kosten dafür wurden anfangs auf 300.000 Gulden geschätzt. Kaiser Franz Joseph I. steuerte dem Bau 800 Zentner Schwarzpulver bei, sicherte aber im Gegenzug dafür seinen Truppen mautfreien Durchgang zu.

## Bau und Nutzung
Am 10. Februar 1853 begann der Bau des Tunnels von beiden Seiten. Siebeneinhalb Monate lang bohrten und sprengten sich 200 bis 300 Arbeiter durch das harte Gestein, bis die beiden Bohrungen am 25. Oktober in der Mitte aufeinandertrafen. In den nächsten drei Jahren wurde der Tunnel breiter gebaut und 1856 für Fußgänger eröffnet. Ab März 1857 durften auch Kutschen den Tunnel durchfahren. Die undichte Decke des Tunnels gestaltete sich jedoch zu einem Problem: bis 1873 erhielten die Passagiere eines Fiakers für die Dauer der Durchfahrt Regenschirme zum Schutz vor dem herabtropfenden Grundwasser. Bis zur Asternrevolution 1918 wurde für die Benutzung eine Maut verlangt. Fußgänger mussten einen Kreuzer, Einspänner drei, und Zweispänner sechs Kreuzer bezahlen. Die Fahrbahn, die seit der Eröffnung aus Holz war, wurde nach 1919 zu Pflastersteinen ausgetauscht.
In der Schlacht um Budapest 1944 verschanzte sich die SS auch im Burgtunnel, der daraufhin schwer beschädigt wurde. Bis 1949 wurde der Tunnel instand gesetzt und die Fahrbahn von sechs Metern auf 6,9 m verbreitert, wozu der nördliche Fußgängerweg beseitigt wurde. Im Zentenarium der Stadt Budapest 1973 wurde die Tunnelwand mit einer neun Zentimeter breiten Stahlbetonwand verstärkt und zusätzlich das Lüftungssystem erneuert.

## Galerie

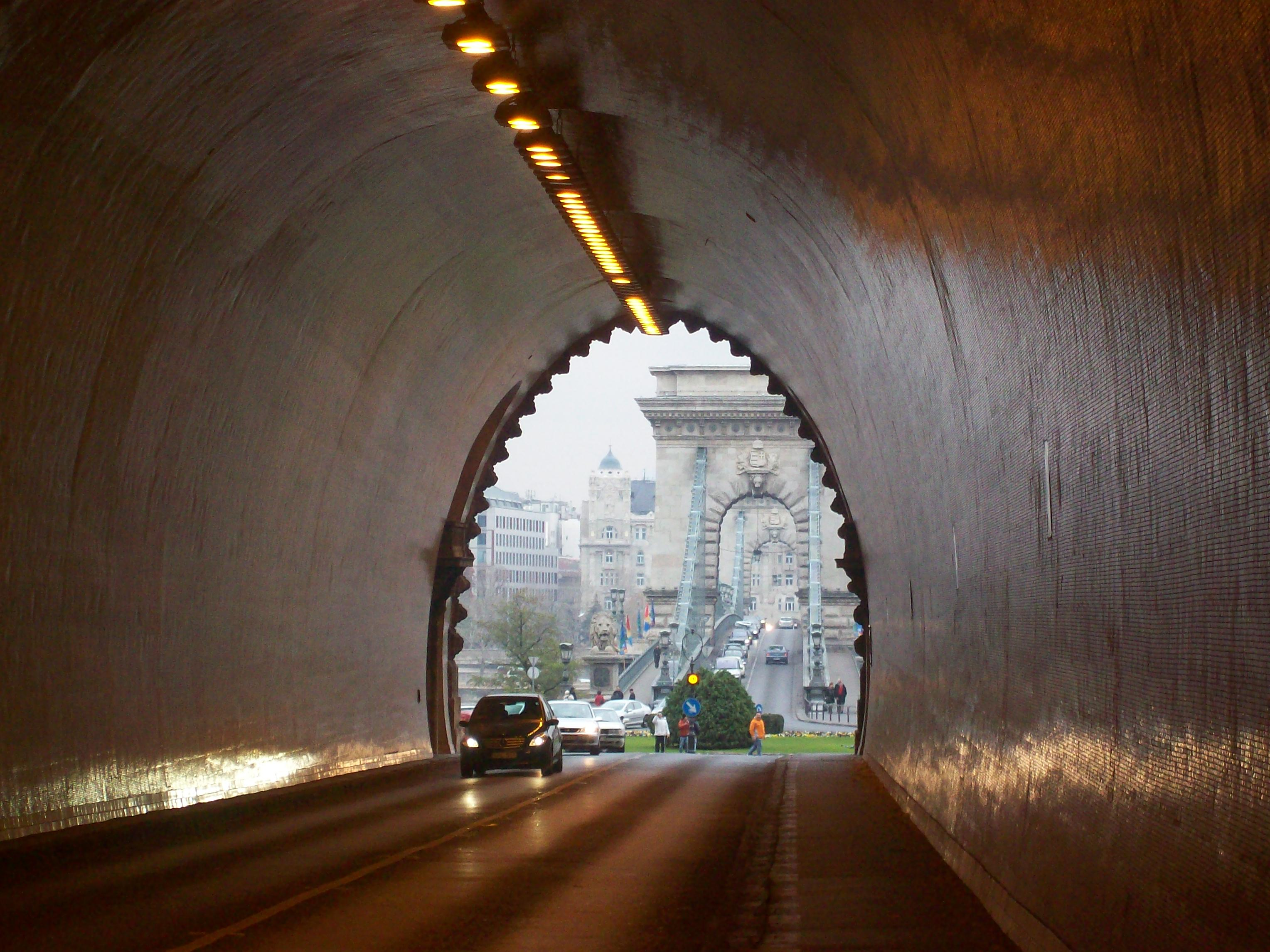
Innenansicht mit Blick auf die Kettenbrücke
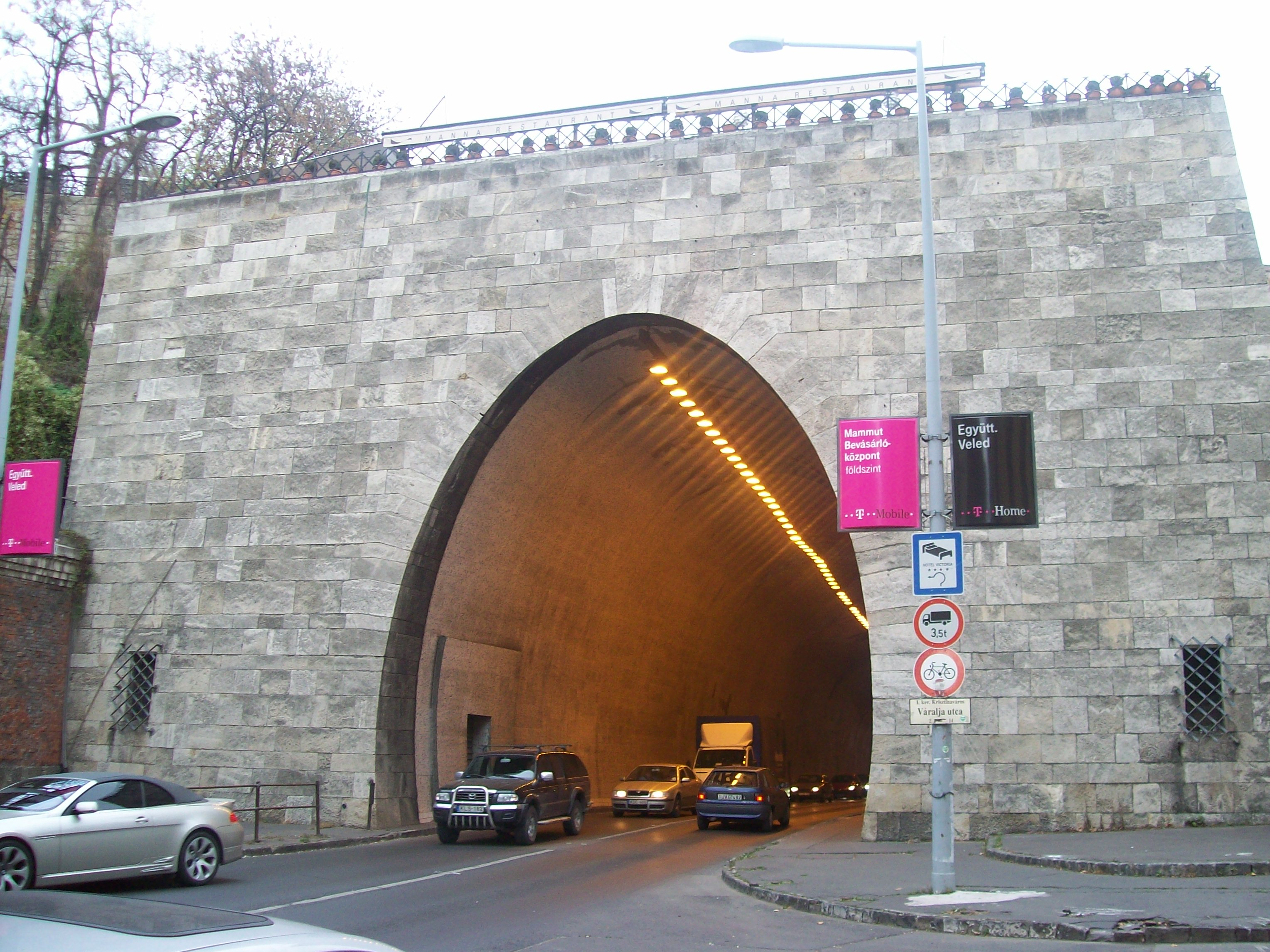
Das im Zweiten Weltkrieg zerstörte und danach nur spärlich wiedererrichtete Westportal
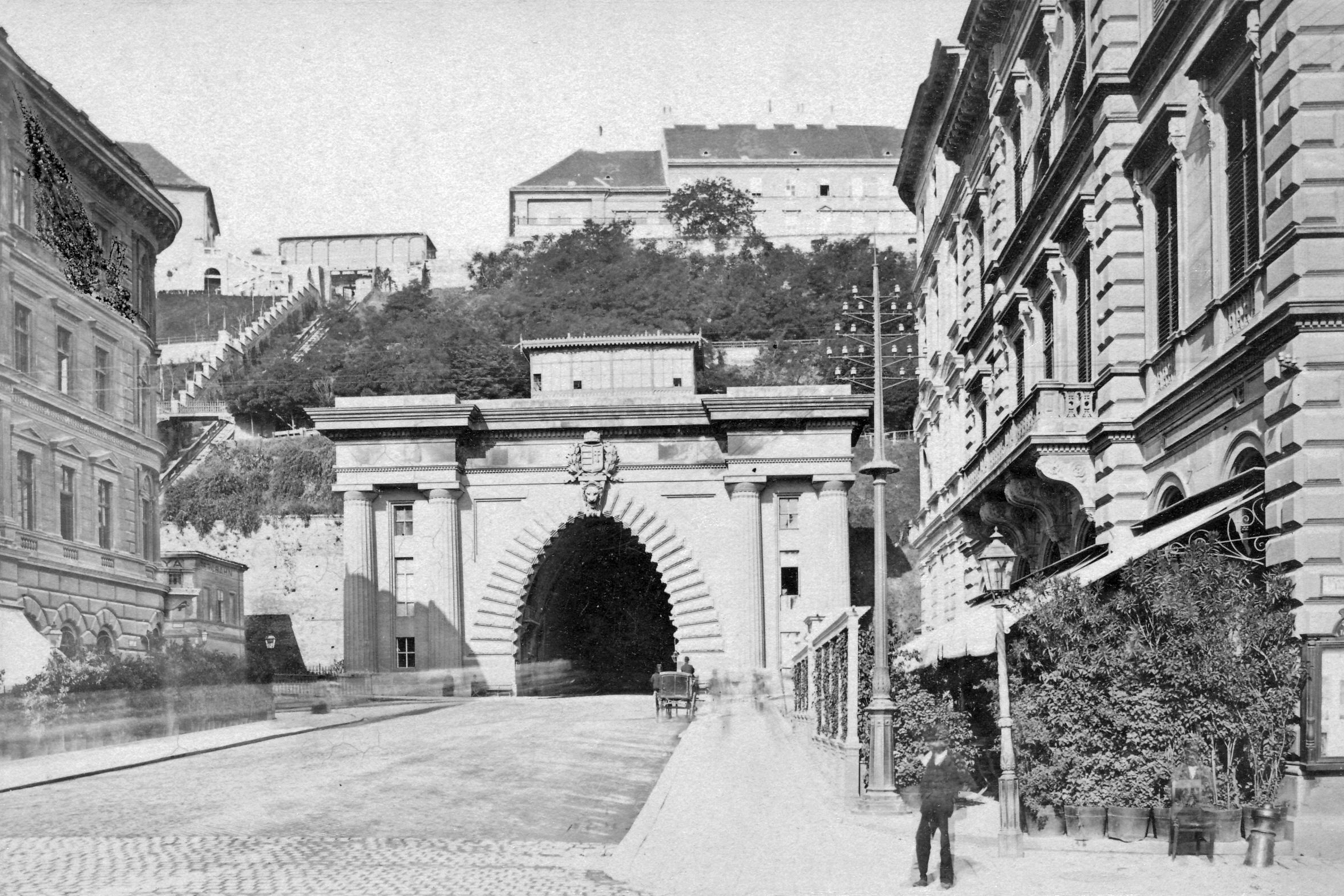
Ostportal um 1900
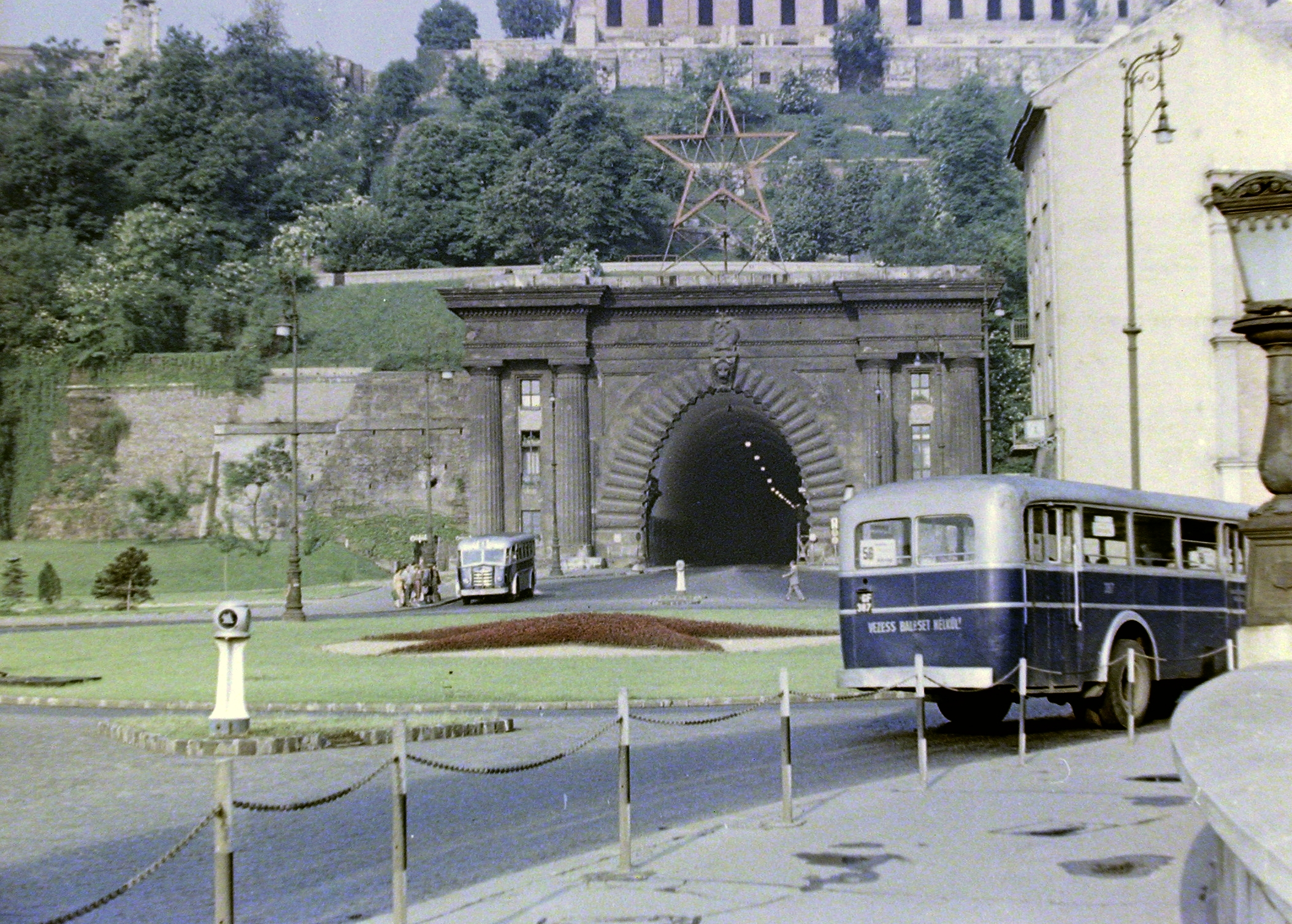
Ähnliche Ansicht 1958. Über dem Bogen befindet sich nun das kommunistische Wappen.
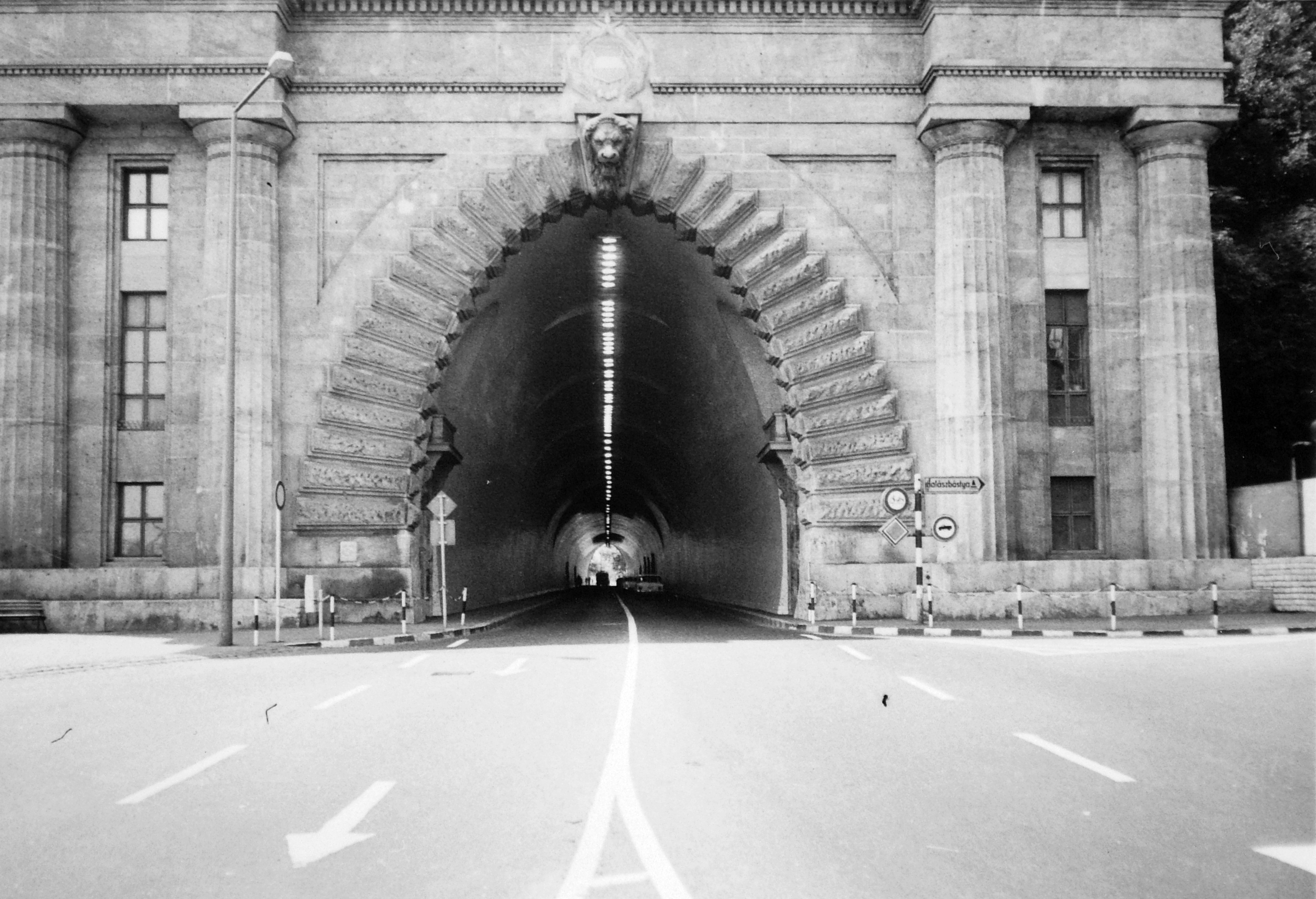
Durchsicht, 1982